# Usta terpsichore
Usta terpsichore är en fjärilsart som beskrevs av J. Peter Maassen och Gustav Weymer 1885. Usta terpsichore ingår i släktet Usta och familjen påfågelsspinnare. Inga underarter finns listade i Catalogue of Life.